# José Zampicchiatti
José Nicasio Zampicchiatti (Olavarría, 11 de outubro de 1900 — Buenos Aires, 13 de dezembro de 1984) foi um ciclista olímpico argentino. Zampicchiatti representou sua nação em dois eventos nos Jogos Olímpicos de Verão de 1924, em Paris.